# Heliconia juruana
Heliconia juruana är en enhjärtbladig växtart som beskrevs av Ludwig Eduard Loesener. Heliconia juruana ingår i släktet Heliconia och familjen Heliconiaceae. Inga underarter finns listade.